# Martin & Gina
„Martin & Gina” – piosenka amerykańskiego rapera Polo G z jego drugiego albumu studyjnego The Goat (2020). Została wydana jako piąty singel albumu. Teledysk został wydany 13 sierpnia 2020 roku. W piosence Polo G porównuje swój związek ze swoją dziewczyną do relacji Martina Payne'a i Giny Waters w sitcomie Martin.

## Teledysk
Teledysk został wyreżyserowany przez Reel Goats. Polo G gra Martina, podczas gdy Gina jest grana przez komiczkę i raperkę Pretty Vee. Oboje odtwarzają sceny z filmu.

## Pozycje na listach

### Pozycje tygodniowe
| Lista (2020)                          | Pozycja |
| ------------------------------------- | ------- |
| Australia (ARIA)                      | 50      |
| Kanada (Canadian Hot 100)             | 52      |
| Globalne top 200 (Billboard)          | 107     |
| Irlandia (IRMA)                       | 32      |
| Nowa Zelandia (RMNZ)                  | 23      |
| Szwecja (Sverigetopplistan)           | 5       |
| Wielka Brytania (OCC)                 | 54      |
| Wielka Brytania R&B (OCC)             | 34      |
| USA Billboard Hot 100                 | 61      |
| USA Hot R&B/Hip-Hop Songs (Billboard) | 22      |
| USA Rolling Stone Top 100             | 30      |

### Pozycje roczne
| Lista (2020)                          | Pozycja |
| ------------------------------------- | ------- |
| USA Hot R&B/Hip-Hop Songs (Billboard) | 90      |

## Certyfikaty i sprzedaż
| Kraj                     | Certyfikat         | Sprzedaż   |
| ------------------------ | ------------------ | ---------- |
| Kanada (MC)              | platynowa płyta    | 80 000+    |
| Polska (ZPAV)            | złota płyta        | 25 000+    |
| Stany Zjednoczone (RIAA) | 6x platynowa płyta | 6 000 000+ |
| Wielka Brytania (BPI)    | platynowa płyta    | 600 000+   |